# چیبراک
چیبراک (به مجاری:  Csibrák) یک شهرداری در مجارستان است که در ناحیه دومبووار واقع شده‌است. چیبراک ۱۴٫۶۲ کیلومتر مربع مساحت و ۳۵۸ نفر جمعیت دارد.